# Amomum lacteum
Amomum lacteum là một loài thực vật có hoa trong họ Gừng. Loài này được Henry Nicholas Ridley mô tả khoa học đầu tiên năm 1921.

## Phân bố
Loài này có ở đông nam Việt Nam.